# Sarema Abukarowna Kassajewa
Sarema Abukarowna Kassajewa (russisch Зарема Абукаровна Касаева, * 25. Februar 1987 in Tschermen, Nordossetien) ist eine russische Gewichtheberin.

## Karriere
Ihren bislang größten Erfolg feierte Sarema Kassajewa bei den Olympischen Sommerspielen 2004 in Athen, wo sie in der Gewichtsklasse bis 69 kg die Bronzemedaille mit 262,5 kg erringen konnte.
Für Russland gewann sie die Goldmedaille bei der Weltmeisterschaft 2005 mit 275 kg und die Bronzemedaille bei der Weltmeisterschaft 2006 mit 246 kg.
Daneben stehen die Bronzemedaille der Europameisterschaft 2003 und die Goldmedaille der Europameisterschaft 2005.